# The Confession of Isobel Gowdie
The Confession of Isobel Gowdie is een compositie van James MacMillan.

## Geschiedenis
De geschiedenis van dit werk gaat terug tot 1662. Tijdens de Schotse reformatie werden vele vrouwen beschuldigd van hekserij. Zo ook Isobel Gowdie uit Auldearn, Nairn, Noord Schotland. Ze werd opgepakt, beschuldigd en vervolgens verhoord. Isobel Gowdie zou in tegenstelling tot andere vrouwen haar bekentenis vrij vlot hebben gedaan, zonder dat daar bijvoorbeeld marteling voor hoefde gebruikt te worden. Was dit al afwijkend; haar verhaal week ook nog eens af. Isobel Gowdie vertelde haar ondervragers dat ze regelmatig contact had met de koning en koningin van de elfen en dat ze regelmatig in sprookjesland leefde. In aanvulling daarop vertelde ze dat ze van vorm kon veranderen; ze hoefde maar een spreuk te roepen en ze veranderde in een kat. Of ze na de bekentenis geëxecuteerd is, is onbekend. Detail: Gowdie is Schots voor sijs.

## Muziek
De Schotse componist vond inspiratie in deze geschiedenis en schreef een soort requiem voor Isobel Gowdie. Uiteraard ontbreekt bij een werk op dergelijke basis de klassieke indeling van het vhristelijke requiem; het is een puur instrumentaal werk geworden. Het eendelige werk valt in drie doorgecomponeerde secties uiteen. De houtblazers zetten het werk in gang met mysterieus klinkende klanken; de strijkinstrumenten nemen het langzaam over. De muziek bestaat uit relatief lange lijnen, zonder dat daar schijnbaar een melodie in wordt gevormd; het blijft uiterst vaag. Na ongeveer 5 minuten komt de muziek tot stilstand in een unisono. Uit de ene toon komt op dezelfde toonhoogte het koper met een crescendo tevoorschijn. Het is de introductie van de onrustige sectie, waarbij met accenten de “ongestructureerdheid” alleen maar groter wordt. De muziek blijft echter alleszins beheerst, terwijl dit deel toch de marteling, geestelijke spanning, dan wel psychose moet weergeven. Het geheel blijft binnen de gangbare klassieke muziek. Het deel raast uit en komt vervolgens weer terecht in de mysterieuze klanken uit het eerste segment. Deze vage muziek wordt af en toe onderbroken door pijnscheuten, maar komt eigenlijk geheel tot rust. Ook hier vervalt (nu het gehele orkest) in een unisono die eerst wegsterft, maar vervolgens naar een fortississimo gaat om dan plots op te houden. Het werk staat bol van de dissonanten.

## Orkestratie
- 2 dwarsfluiten waarvan nr. 2 ook piccolo; 2 hobo’s waarvan nr. 2 ook althobo, 2 klarinetten waarvan nr. 2 ook basklarinet, 2 fagotten waarvan nr. 2 ook contrafagot
- 4 hoorns, 3 trompetten, 3 trombones, 1 tuba;
- pauken, 2 man / vrouw percussie voor 2 conga's (hoog en laag), 2 timbales (hoog en laag), xylofoon, 3 tamtams (klein, middel en groot),aambeeld, buisklokken, kleine trom, grote trom, 2 conga's (hoog en laag) en een erg grote tamtam
- violen, altviolen, celli, contrabassen.

De eerste uitvoering vond plaats in het kader van de BBC Proms op 22 augustus 1990. Het BBC Scottish Symphony Orchestra speelde het werk onder leiding van Jerzy Maksymiuk in de Royal Albert Hall. Het werk zat ingeklemd tussen het Vioolconcert van Jean Sibelius en de Symfonie nr. 4 van Ludwig van Beethoven. Het werk mocht zich die avond (en ook later) in een redelijke populariteit verheugen. Publiek en recescenten waren enthousiast; een opmerkelijk feit voor een werk behorende tot de klassieke muziek uit 1990; men vond het modern en toegankelijk.

## Discografie
Die populariteit is in de discografie maar ten dele terug te vinden. De eerste opname verscheen via Koch International; het waren de eerst-uitvoerenden. De tweede opname kwam tot stand via BIS Records. Opnieuw het BBC Scottish Symphony Orchestra nam het werk in 1999 op onder leiding van dirigent Osmo Vänskä; het verscheen pas in 2002 en dan nog in een serie van dat platenlabel gewijd aan de componist. De componist leidde zelf de opname voor Chandos met het BBC Symphony Orchestra in 2003. Het London Philharmonic speelde het werk op 30 januari 2006 onder leiding van Marin Alsop, maar het verscheen pas veel later op het eigen label. Buurorkest het London Symphony Orchestra nam het (ook weer live) op onder leiding van Colin Davis in februari 2007; ook eigen label (2008).